# Кальдьєро
Кальдьєро (італ. Caldiero, вен. Caldiero) — муніципалітет в Італії, у регіоні Венето, провінція Верона.
Кальдьєро розташоване на відстані близько 410 км на північ від Рима, 90 км на захід від Венеції, 15 км на схід від Верони.
Населення — 7741 особа (2014).
Щорічний фестиваль відбувається 28 лютого. 

## Демографія
Населення за роками:

Станом на 1 січня 2023 року в муніципалітеті офіційно проживало 1078 іноземців з 49 країн, серед них 364 громадяни країн Євросоюзу та 4 громадяни України.

## Сусідні муніципалітети
- Бельфіоре
- Колоньйола-ай-Коллі
- Лаваньйо
- Сан-Мартіно-Буон-Альберго
- Дзевіо